# Tortharry
Tortharry je česká death-metalová kapela, která vznikla v roce 1991 v Hronově. Její současní členové bydlí nejen v Hronově, ale i v Červeném Kostelci.

## Historie

### Vývoj 1991 - 2003
Kapela Tortharry vznikla v srpnu 1991. Zakládající členové byli Milan Jirman (Juan), Martin Vacek a Jaroslav Rubeš. Již v září 1991 vyšlo první demo Mezi nebem a peklem. V lednu 1992 přistupil do kapely kytarista (a později i zpěvák) Daniel Pavlík. Po vydání dem Flames of Eternity, Incriminated a natočení prvního videoklipu na píseň Dirty Mind (pozn.: videoklip byl uveden v televizním pořadu Rockmapa) se v roce 1994 v hudebním studiu Past nahrálo první album When the Memories are free. Byl to zlomový okamžik, poněvadž od této doby začal téměř nepřetržitý sled vystupování Tortharry na koncertech a festivalech v ČR i v zahraničí (pozn.: tento stav vydržel bez větších přestávek až dodnes).
V roce 1996 byla zařazena skladba The Thing That Should Not Be od Tortharry do výběrového metalového CD A Tribute To Cliff Burton – 10 Years After. Stalo se díky nově navázané spolupráci kapely a nahrávacího studia Hacienda Miloše Doležala (Dobo). V následujícím roce zde také bylo nahráno v pořadí druhé album Book of Dreams (ke skladbě Stain byl natočen videoklip). Samotná výroba a distribuce jednotlivých cd zajišťovala firma Taga Records. Její přístup byl nedostatečný, ale přesto Tortharry nevymizela z povědomí death-metalové veřejnosti. Zajišťovala si totiž prodej alba vlastními silami. Nově získala možnost vystupovat na festivalech pořádaných v Portugalsku, Německu, Polsku, Slovensku a Rakousku. Divákům zahrála i v pobaltských republikách Litvě a Lotyšsku.
V roce 1999 ve spolupráci s CBR Records Miloše Doležala bylo vydáno třetí album Unseen. V témže roce se na trhu USA začalo prodávat cd Tribute the Death, na kterém Tortharry měla umístěnou převzatou písneň Pull the Plug od skupiny Tribute the Death.
Zdravotní důvody zamezily bubeníku Milanu Jirmanovi (Juanovi) účastnit se natáčení čtvrtého alba White, které se rozběhlo v roce 2002. Jako náhradník byl pozván nejdříve Miloš Meier, ale posléze ho musel vystřídat Roman Lomtandze, protože také náhle onemocněl. Nakonec album bylo dokončeno a představeno veřejnosti až na podzim 2003.

### Vývoj 2004 - 2013
Dne 28. 9. 2004 opustil kapelu kytarista Jaroslav Rubeš a koncem téhož roku ho vystřídal na jeho postu Martin Hrubý (Máca). Tortharry se odmlčela. Až na jaře 2006 zahájila činnost a výsledkem bylo vydané v pořadí páté album Reborn. Na světlo světa se dostalo křtem dne 25. 11. 2006. Poté dosavadní bubeník Milan Jirman (Chuan) oznámil, že kvůli své pracovní vytíženosti odchází z kapely. Jeho nástupcem se stal mladík Jiří Rosa (Panther).
Firma Tumba productions zorganizovala v roce 2007 Tortharry, Belphegor a Gorgoroth společné turné po Brazílii.
V létě 2008, po mnohaměsíční práci, přišlo na svět šesté album Round Table of Suicide. Všech dvanáct obsažených skladeb upozorňuje posluchače na pohnutky, které nabádají lidi páchat sebevraždu (smyslem alba není podporovat sebevražedné myšlenky).
Ve studiu Šopa bylo nahráno sedmé album Beneath. Vydáno bylo na podzim 2010.
Na začátku roku 2012 kapelu opustil Martin Hrubý (Máca). I přes veškeré snahy se nepodařilo sehnat jiného kytaristu. Zůstal tedy provizorní tříčlenný tým, který si ještě téhož roku zahrál v Brazílii se Sepulturou.
Zatím poslední album Follow bylo natočeno v polském studiu Hertz. Na trh se dostalo koncem roku 2013.

## Sestava

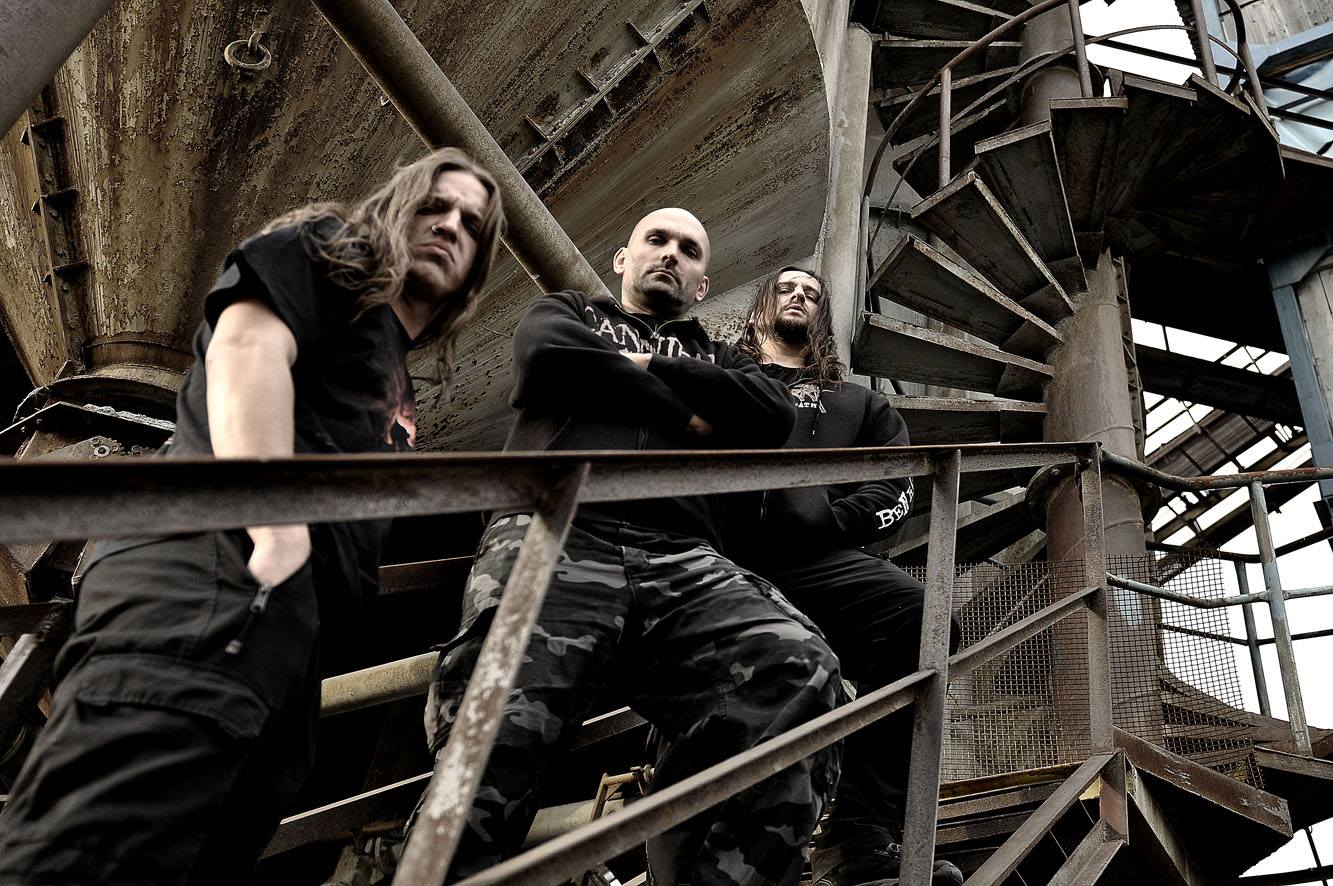
Tortharry

### Současní členové
- Daniel Pavlík - zpěv, kytara[6]
- Martin Vacek - zpěv, baskytara [6]
- Jiří Rosa - bicí[6]

### Bývalí členové
- Milan Jirman - bicí
- Jaroslav Rubeš - kytara
- Martin Hrubý - kytara

## Diskografie

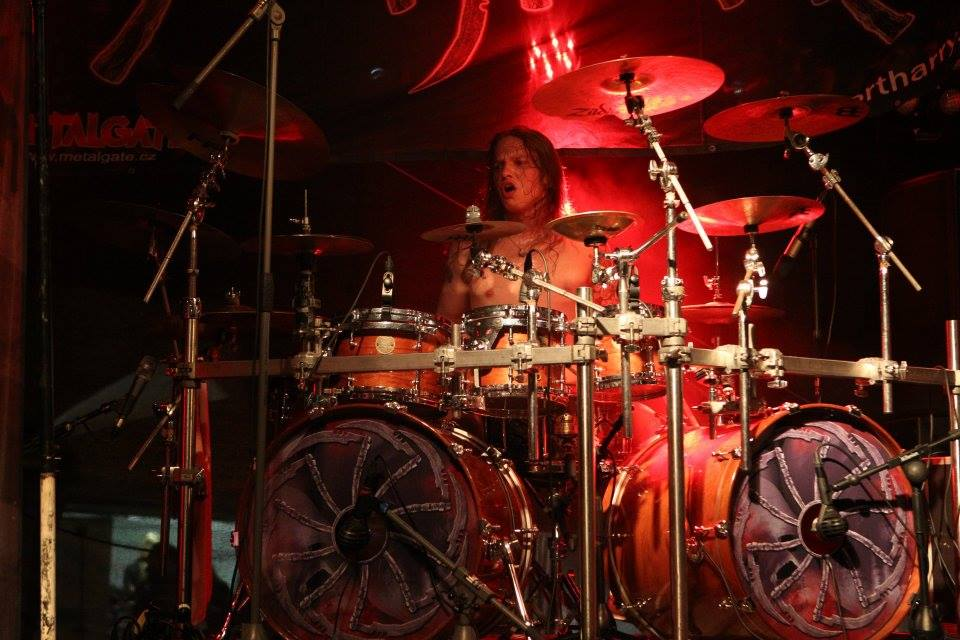
Bubeník Jiří Rosa z Tortharry

### Dema
- Mezi nebem a peklem - r. 1991
- Flames of Eternity - r. 1992
- Incriminated - r. 1993

### Alba a kompilace
- When The Memories Are Free - 1. album, r. 1994
- 10 Years After ... "A Tribute To Cliff Burton" - kompilace, r. 1996, obsahuje skladbu The Thing That Should Not Be od Tortharry
- Book of Dreams - 2. album, r. 1997
- Creations From a Morbid Society II - kompilace, r. 1997, obsahuje skladbu Late a Tell Me od Tortharry
- Unseen - 3. album, r. 1999
- Demonic Plague - Tribute To Death - kompilace (pro trh USA), r. 1999, obsahuje převzatou skladbu Pull The Plug od Tortharry
- White - 4. album, r. 2003
- Reborn - 5. album, r. 2006
- Round Table Of Suicide - 6. album, r. 2008
- Beneath - 7. album, r. 2010
- Follow - 8. album, r. 2013
- Sinister Species - 9. album. r. 2018 - http://www.tortharry.com/sinisterd.php
- Altars of Ignorance - 10. album r. 2021 - http://www.tortharry.com/altarsd.php